# Braura
Braura is een geslacht van vlinders van de familie spinners (Lasiocampidae).

## Soorten
- B. concolor (Rothschild, 1921)
- B. desdemona Zolotuhin & Gurkovich, 2009
- B. elgonensis (Kruck, 1940)
- B. ligniclusa (Walker, 1865)
- B. nilotica (Aurivillius, 1925)
- B. othello Zolotuhin & Gurkovich, 2009
- B. picturata (Grünberg, 1910)
- B. sultani (Wiltshire, 1986)
- B. truncatum (Walker, 1855)